# Harold L. Dibble
Harold Lewis Dibble (* 26. Juli 1951 in Kalifornien, USA; † 10. Juni 2018) war ein US-amerikanischer Paläoanthropologe und Archäologe. Neben seiner Professur an der University of Pennsylvania war er leitender Kurator der Europa-Abteilung am University of Pennsylvania Museum of Archaeology and Anthropology. Eines seiner wichtigsten Forschungsgebiete war die Rekonstruktion der Herstellung von Steinwerkzeugen durch die Neandertaler.

## Leben
Harold Dibble wuchs im US-Bundesstaat Kalifornien auf, wo sein Vater als Wissenschaftler an der Konstruktion von Raketen arbeitete. Ende der 1950er-Jahre zog die Familien nach Florida, da der Vater nunmehr in Cape Canaveral beschäftigt wurde. Nach dem Besuch der High School studierte Dibble an der University of Arizona, wo er 1974 den Bachelor- und 1976 den Master-Grad im Fach Anthropologie erwarb. 1981 wurde er an gleichem Ort in der Arbeitsgruppe von Arthur J. Jelinek im Fach Anthropologie promoviert, mit einer Dissertation über Technological Strategies of Stone Tool Production at Tabun Cave (Israel).
1982 wurde Dibble zum Lecturer, 1985 zum Assistant Professor, 1991 zum Associate Professor und 1996 schließlich zum ordentlichen Professor berufen, jeweils im Department of Anthropology der University of Pennsylvania, wo er zuletzt den Francis-E.-Johnston-Term-Lehrstuhl innehatte und als Direktor das von ihm gegründete Laboratory for the Study of Ancient Technology leitete.
Harold Dibble verstarb im Alter von 66 Jahren an den Folgen eines spät diagnostizierten neuroendokrinen Tumors. Er hinterließ seine Ehefrau Lee, die seit 1975 mit ihm verheiratet war, und zwei Söhne.

## Forschungsthemen
Schon während der Arbeit an seiner Dissertation hatte er Zugang zur großen Steingeräte-Sammlung seines Doktorvaters Jelinek, und bereits ab 1984 nahm er an Ausgrabungen in französischen Fundorten von Neandertalern teil, so beispielsweise in La Quina, Combe Capelle, Pech de l’Azé IV, La Ferrassie, Fontéchevade, zudem war er wiederholt an Ausgrabungen in Ägypten und Marokko beteiligt. Eine seiner wichtigsten Publikationen verfasste er bereits 1984: Darin kritisierte er die damals verbreitete Auffassung, die diversen Varianten der altsteinzeitlichen Steinwerkzeuge seien jeweils gezielt – planmäßig – in ihrer jeweiligen Form hergestellt worden. Demgegenüber argumentierte er, zahlreiche Funde könnten zutreffender als Ergebnis einer mehrfach aufeinander folgenden Bearbeitung während der Nutzungszeit interpretiert werden, die jeweils einen Wechsel ihres Verwendungszwecks zur Folge hatte. Eine ähnliche Hypothese hatte zuvor George Carr Frison in Bezug auf steinerne Pfeilspitzen aus Wyoming aufgestellt („Frison Effect“). Dibble untermauerte seine Annahmen durch Experimente in dem von ihm initiierten Laboratory for the Study of Ancient Technology und leitete daraus unter anderem auch Überlegungen zum symbolischen Handeln der Neandertaler ab.
Dibble erforschte ferner insbesondere jene Lagerplätze von Neandertalern in Frankreich, an denen Feuerstellen existiert hatten. Er kam zu dem – umstrittenen – Schluss, dass Neandertaler grundsätzlich in der Lage waren, das Feuer zu beherrschen; allerdings stammten die nachweisbaren Feuerstellen primär aus relativ warmen Epochen, was ihn vermuten ließ, dass die Neandertaler ihre Feuerstellen primär zum Beispiel nach Blitzeinschlägen und damit verbundenen lokalen Bränden einrichteten.
Für den Spielfilm Ayla und der Clan des Bären fertigte Dibble die Steinwerkzeuge.

## Belege
1. ↑  Deborah I. Olszewski: Harold L. Dibble, preeminent paleoanthropologist / paleolithic archaeologist. In: PaleoAnthropology. 2018, S. 30–46, doi:10.4207/PA.2018.ART110, Volltext.
2. ↑  Curriculum vitae auf: upenn.academia.edu vom 24. Oktober 2012.
3. ↑  Dennis Sandgathe, Shannon McPherron, Paul Goldberg und Vera Aldeias: Harold L. Dibble (1951–2018). In: Nature Ecology & Evolution. Band 2, 2018, S. 1521–1522, doi:10.1038/s41559-018-0665-5, Volltext.
4. ↑  The Department regrets to announce the recent passing of Harold Dibble… Nachruf des Departments of Anthropology der University of Pennsylvania auf sas.upenn.edu 
 Notable archaeologist and Penn professor Harold L. Dibble dies of cancer. Auf: The Daily Pennsylvanian vom 24. Juni 2018.
5. ↑  Harold L. Dibble: Interpreting typological variation of Middle Paleolithic scrapers: Function, style, or sequence of reduction? In: Journal of Field Archaeology. Band 11, 1984, S. 431–436, Volltext.
6. ↑  Harold L. Dibble: The interpretation of Middle Paleolithic scraper morphology. In: American Antiquity. Band 52, Nr. 1, 1987, S. 109–117, doi:10.2307/281062, Volltext.
7. ↑  Harold L. Dibble: Middle paleolithic scraper reduction: Background, clarification, and review of the evidence to date. In: Journal of Archaeological Method and Theory. Band 2, Nr. 4, 1995, S. 299–368, doi:10.1007/BF02229003.
8. ↑  Expression ‘Frison Effect’ Developed by George Frison. Auf: americanprofile.com vom 18. September 2005.
9. ↑  Philip G. Chase und Harold L. Dibble: Middle paleolithic symbolism: A review of current evidence and interpretations. In: Journal of Anthropological Archaeology. Band 6, Nr. 3, 1987, S. 263–296, doi:10.1016/0278-4165(87)90003-1.
10. ↑  Harold L. Dibble et al.: How Did Hominins Adapt to Ice Age Europe without Fire? In: Current Anthropology. Band 58, Nr. S16, 2017, S. S278–S287, doi:10.1086/692628.
11. ↑  Harold L. Dibble, 66, Penn archaeologist who led discovery of ‘world’s oldest child’. Nachruf des Philadelphia Inquirer vom 22. Juni 2018.

| Personendaten    | Personendaten                                      |
| ---------------- | -------------------------------------------------- |
| NAME             | Dibble, Harold L.                                  |
| ALTERNATIVNAMEN  | Dibble, Harold Lewis (vollständiger Name)          |
| KURZBESCHREIBUNG | US-amerikanischer Paläoanthropologe und Archäologe |
| GEBURTSDATUM     | 26. Juli 1951                                      |
| GEBURTSORT       | Kalifornien                                        |
| STERBEDATUM      | 10. Juni 2018                                      |